# Kabupaten de Malinau

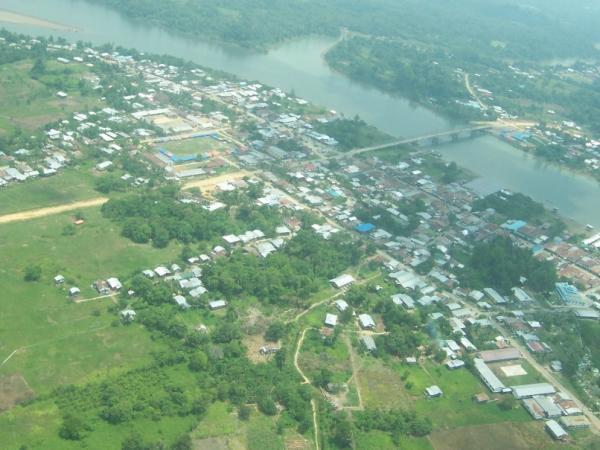
Vue aérienne de Malinau

Le kabupaten de Malinau, en indonésien Kabupaten Malinau, est un kabupaten d'Indonésie dans la province de Kalimantan du Nord.

## Géographie
Le kabupaten est bordé :
- Au nord, par l'État malaisien de Sabah,
- À l'est, par le kabupaten de Bulungan,
- Au sud, par ceux de Kutai oriental, Kutai Kartanegara et Kutai occidental et
- À l'ouest, par l'État malaisien de Sarawak.

On y trouve les sommets suivants de la chaîne des Iban :
- Makita (2 987 m)
- Latuk (1 850 m)
- Batutikung (1 804 m)
- Legatemu (1 801 m)
- Kelambit (1 775 m)
- Kalung (1 724 m)
- Bekayan (1 599 m)
- Batutiban (1 565 m)

D'une superficie de 1 360 050 hectares, le parc national de Kayan Mentarang est à cheval sur le kabupaten de Malinau et Bulungan.
Dans le district de Long Pujungan, dans l'amont de la rivière Bahau, entre les villages de Apau Ping et Long Kemuat, on trouve des dolmens décorés et des sarcophages en pierre.
On atteint le site en 2 semaines de bateau depuis Tanjung Selor en remontant le fleuve Kayan, puis la Bahau. On peut également prendre un avion de la mission de Tarakan à Long Alango sur la Bahau. Long Pulung était autrefois l'emplacement d'un village.

## Histoire
Le kabupaten de Malinau a été créé en 1999 par séparation de celui de Bulungan.
À l'origine, Malinau était la région où résidait le groupe des Tidung. Progressivement, elle est devenue une bourgade qui est maintenant le chef-lieu du kabupaten.

## Population
La population du kabupaten était de 36 300 habitants en 2006, ce qui donne une densité de 0,86 habitant au km².
Cinq groupes habitent le kabupaten : 
- Burusu
- Kenyah
- Lundayeh
- Tagal
- Tidung

## Accident aérien
Le 26 janvier 2008, un CASA 212-200 de la compagnie Dirgantara Air Service s’est écrasé dans le kabupaten de Malinau au cours d’un vol cargo parti de Tarakan à destination de Long Apung dans l'est du kabupaten. L'avion transportait des panneaux solaires. Les trois membres d’équipage ont été tués. Dirgantara est sur la liste noire européenne des compagnies aériennes interdites de vol en Europe. De plus, la compagnie aérienne avait été clouée au sol l’année dernière par la direction générale des transports indonésiens, pour manquement aux normes de sécurité.